# Erhebung (Novelle)
Erhebung (englischer Originaltitel: Elevation) ist eine 2018 erschienene Novelle des amerikanischen Schriftstellers Stephen King. Die deutsche Übersetzung besorgte Bernhard Kleinschmidt.

## Inhalt
Obwohl man es ihm nicht ansieht, verliert Scott Carey plötzlich stark an Gewicht. Egal ob er angezogen oder nackt auf der Waage steht, das angezeigte Gewicht bleibt gleich. Da auch der befreundete Arzt Bob Elis keinen Rat weiß, lebt Carey zunächst sein Leben wie gewohnt weiter.
Carey lernt in der folgenden Zeit seine vor kurzem zugezogenen Nachbarinnen Deirdre McComb und Missy Donaldson besser kennen. Nach anfänglichen Streitereien erfährt er, dass das lesbische Ehepaar unter homophoben Anfeindungen leidet und ihr Restaurant von der konservativen Einwohnerschaft der Kleinstadt Castle Rock boykottiert wird. Er setzt sich öffentlich für die beiden ein und bringt McComb dazu, beim traditionellen Erntedanklauf anzutreten, den diese gewinnt. In der Folge besuchen immer mehr Einwohner das Restaurant des Paares und beginnen allmählich, das lesbische Paar als Nachbarn zu akzeptieren.
Carey verliert währenddessen immer weiter an Gewicht und akzeptiert, dass sein bisheriges Leben zu Ende geht. Als er weniger als ein Kilo wiegt, er verbringt seine Zeit nun angeschnallt an einen Rollstuhl, verabschiedet er sich von seinen Freunden und schwebt – nun schwerelos – in den Himmel zu den Sternen.

## Rezeption
Irene Binal las eine „zarte, kleine Geschichte aus Castle Rock“ als Plädoyer für Toleranz und Ausdruck der Hoffnung, dass Menschen Dinge in ihrem sozialen Umfeld zum Besseren ändern können. Hintergrund der Handlung sei die zunehmende gesellschaftliche Polarisierung der USA unter Donald Trump.
Ron Charles bezeichnete die Novelle als Reaktion auf Donald Trumps Demagogie und Erinnerung an die Möglichkeit eines friedlichen Zusammenlebens trotz unterschiedlicher Lebensentwürfe.

## Ausgaben
- Stephen King: Elevation. US-amerikanische Originalausgabe. Scribner, New York 2018, ISBN 978-1-982102-31-9.
- Stephen King: Erhebung. Deutsche Ausgabe, übersetzt von Bernhard Kleinschmidt. Heyne, München 2018, ISBN 978-3-453-27202-6.